# Clytra rotundata
Clytra rotundata — вид листоїдів з підродини клітрин який зустрічається на Кіпрі.